# Порнаро (Виченца)
Порнаро је насеље у Италији у округу Виченца, региону Венето.
Према процени из 2011. у насељу је живело 207 становника. Насеље се налази на надморској висини од 325 м.